# Exèrcit imperial japonès
L'Exèrcit Imperial Japonès (Kyūjitai: 大日本帝國陸軍, Shinjitai: 大日本帝国陸軍, Romaji: Dai-Nippon Teikoku Rikugun) literalment "Exèrcit del Gran Imperi Japonès", fou la força terrestre oficial de l'Imperi del Japó del 1867 al 1945.

## Origen i ús del terme
Si bé el seu nom oficial era Exèrcit del Gran Imperi del Japó (大日本帝國陸軍, Dai-Nippon Teikoku Rikugun), fou conegut col·loquialment amb altres noms, com ara Exèrcit japonès (日本陸軍, Nippon Rikugun), Exèrcit Imperial (帝国陸軍, Teikoku Rikugun) o simplement Exèrcit (陸軍, Rikugun).
Donat que fou desarticulat després de la rendició japonesa, un cop acabada la Segona Guerra Mundial, actualment se li ha afegit el kanji 旧 (antic o passat), raó per la qual en l'actualitat també és conegut al Japó com a Antic exèrcit japonès (旧日本陸軍, Kyū-Nippon rikugun).

## Història

### Fundació
Després del destronament del shogunat Tokugawa i l'establiment de l'era Meiji, el govern fou modelat a l'estil europeu, i va sorgir un exèrcit més formal, lleial al govern central i que no pertanyia a dominis individuals, ja que calia preservar la independència del Japó davant de l'imperialisme occidental.
Aquest exèrcit central, l'Exèrcit Imperial Japonès, es va tornar essencial després de l'abolició del sistema han el 1871. Per reformar les forces militars, el govern va imposar el reclutament forçós a tot el país el 1873, i ordenà que tot home major de 21 anys servís en les forces armades durant tres anys. Una de les diferències entre els samurais i la classe camperola era el dret a portar armes; aquest antic privilegi es reconeixeria ara a tot home japonès.
Això va originar una sèrie de disturbis provocats per samurais descontents. Un dels més importants va ser el que va liderar Saigō Takamori amb la Rebel·lió de Satsuma, que va acabar derivant en una guerra civil. Aquesta rebel·lió va posar a prova als reclutes del recentment format exèrcit imperial, que estaven entrenats amb armes i tàctiques occidentals, encara que el nucli del nou exèrcit fos la força policial de Tòquio, que consistia en antics samurais.

### Assessorament estranger

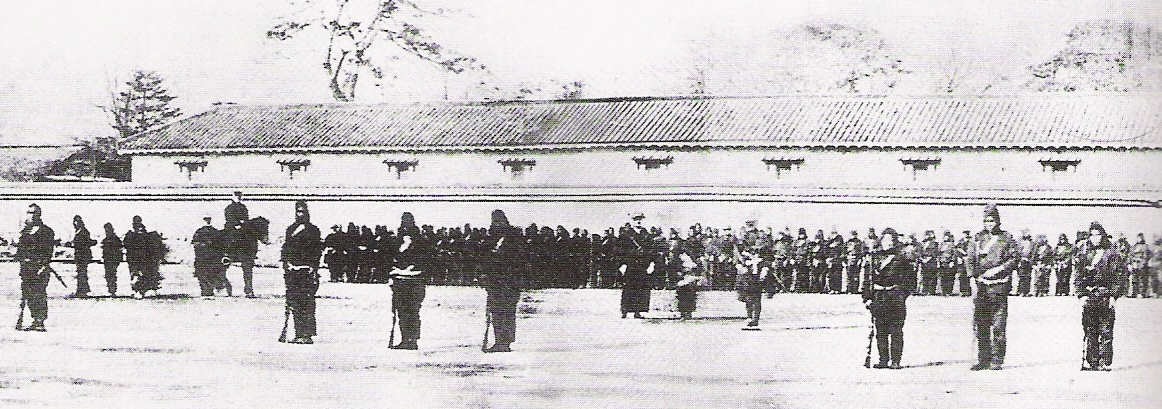
Entrenament de les tropes del shogunat Tokugawa

L'Exèrcit Imperial japonès es va desenvolupar amb l'ajuda d'assessors francesos, a través de la Segona missió militar francesa al Japó (1872-1880) i la Tercera Missió Militar francesa al Japó (1884-1889). No obstant això, la victòria alemanya a la Guerra francoprussiana va fer que el Govern japonès dirigís les seves mires al model prussià, i contractés dos assessors alemanys, el Major Jacob Meckel (reemplaçat per von Wildenbrück en 1888) i el Capità von Blankenbourg, per entrenar els oficials de l'Estat Major des de 1886 fins a abril de 1890. L'Estat Major de l'Exèrcit Imperial Japonès, creat seguint el model del Generalstab prussià, es va establir el 1878 directament sota comandament de l'Emperador, i se li va donar amplis poders per a la planificació i estratègia militar.
Un altre assessor militar estranger de renom due el Major italià Pompeo Grill, que va treballar a la foneria d'Osaka des de 1884 al 1888, seguit del Major Quaratezi (1889-1890) i el capità neerlandès Schermeck, que va assessorar en la millora de les defenses costaneres des de 1883 a 1886. Japó no va utilitzar assessors militars estrangers des del 1890 a 1918, fins a una nova missió militar francesa (1918-1919), liderada pel comandant Jacques-Paul Faure, en què va sol·licitar assessorar en el desenvolupament de la força aèria japonesa.

### Expedició a Taiwan
L'Expedició a Taiwan d'1874 va ser una expedició punitiva per part de les forces armades japoneses en resposta a l'assassinat de 54 tripulants d'un vaixell mercant de Ryūkyū naufragat, comès per aborígens Paiwan a l'extrem sud-oest de Taiwan al desembre de 1871. Va ser el primer desplegament a l'estranger de l'Exèrcit i l'Armada Imperial japonesa.

## Servei Aeri de l'Exèrcit Imperial Japonès

### Segle XX

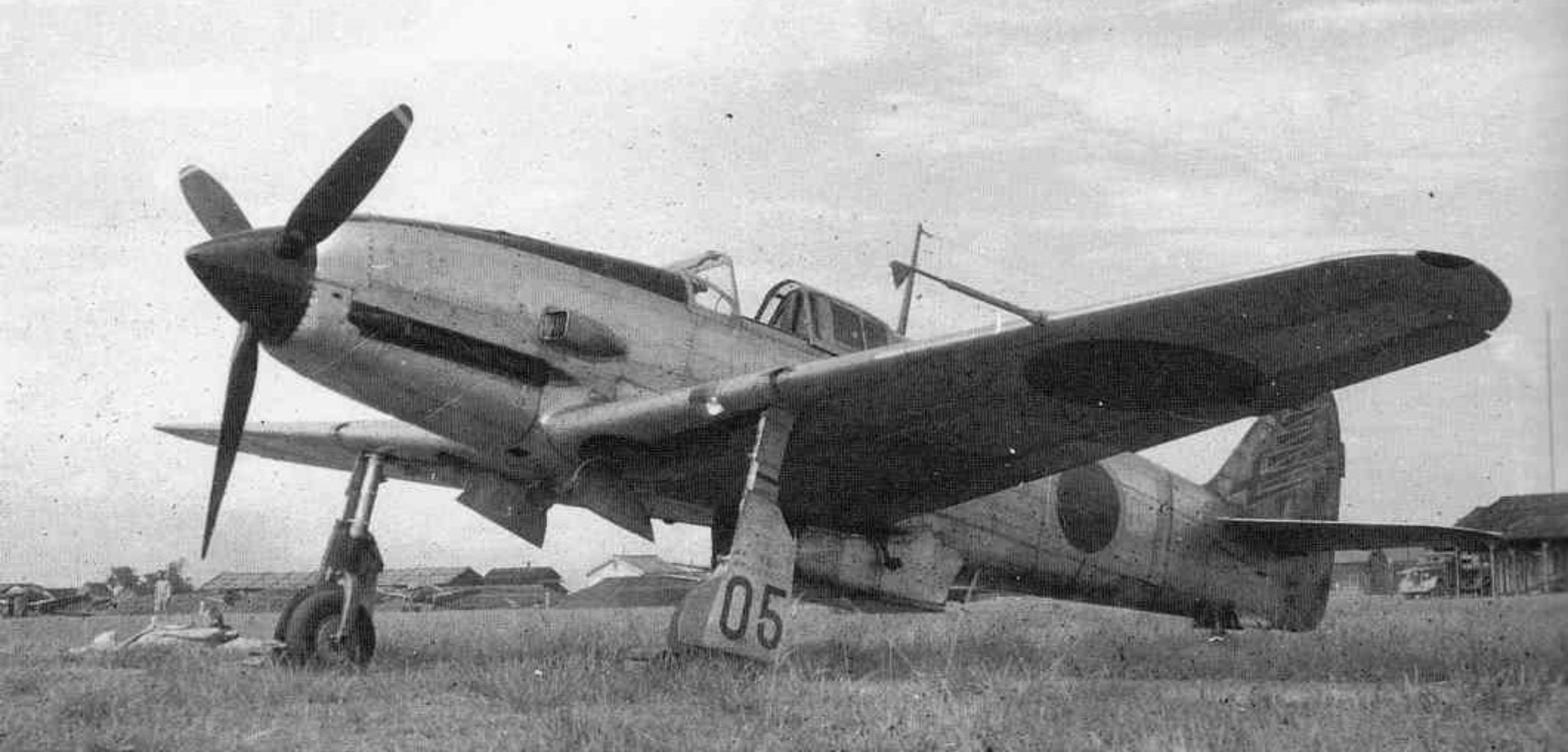
Kawasaki Ki-61

L'Exèrcit Imperial Japonès va fer ús de globus d'hidrogen amb fins d'observació durant la Guerra russojaponesa de 1904-1905 i va comprar el seu primer avió, un biplà Farman, l'any 1910, tanmateix, un seriós interès en l'aviació militar no es va desenvolupar fins després de la Primera Guerra Mundial. Els observadors militars japonesos a Europa no van trigar gaire a descobrir els avantatges de la nova tecnologia, i després de la Primera Guerra Mundial, el Japó va adquirir un gran nombre d'avions militars excedents, avions com el Sopwith britànic, i el Nieuport francès. L'aviació de l'exèrcit japonès es va estructurar mitjançant una cadena de comandament separada dins del Ministeri de Guerra del Japó l'any 1919.

### Anys 20 i 30
Els avions van ser utilitzats en funcions de combat durant la dècada de 1920, i durant la intervenció japonesa a Sibèria contra l'Exèrcit Roig bolxevic prop de Vladivostok. La primera fàbrica d'avions al Japó, la Nakajima Aircraft Company, va ser fundada el 1916, i més tard va obtenir una llicència per produir el Nieuport 24 i el Nieuport 29, així com el motor Hispano-Suiza.
Més tard Nakajima amb llicència va produir el Gloster Gannet i el Bristol Jupiter. Mitsubishi va començar produint avions Sopwith sota llicència l'any 1921, i Kawasaki Heavy Industries va començar la producció del bombarder Salmson. Es van contractar enginyers alemanys com Richard Vogt per produir dissenys originals, com el bombarder Tipus 88. Kawasaki també va produir motors d'avions sota llicència de BMW. A la fi dels anys vint del segle xx, el Japó va produir els seus propis dissenys per satisfer les necessitats de l'Exèrcit, i l'any 1935 ja tenia un inventari d'avions militars tècnicament força sofisticat.

### Anys 40
El servei aeri de l'Exèrcit imperial japonès, fou desenvolupat seguint el model del cos aeri de l'Imperi Alemany. La seva principal missió era proporcionar suport aeri tàctic a les tropes de terra. Les forces aèries tanmateix, van mantenir una capacitat limitada d'interdicció aèria, i també proporcionaven un important suport de reconeixement aeri a les Forces armades. L'any 1941, la força aèria de l'exèrcit japonès tenia al voltant de 1.500 avions de combat. Durant els primers anys de la guerra, Japó va seguir el desenvolupament tècnic i el desplegament d'avions cada vegada més avançats, fins i tot de tancs voladors i va gaudir de la superioritat aèria sobre la majoria dels camps de batalla, degut a l'experiència en combat de les seves tripulacions.
Tanmateix, mentre la guerra continuava, la limitació industrial del país en comparació amb els aliats, així com els bombardejos aliats sobre les illes japoneses, van fer que el Japó no pogués mantenir un volum elevat de producció d'aeronaus. Tripulacions experimentades es van perdre en el combat, els nous tripulants no podien ser entrenats degut a la manca de combustible, cap al final de la Guerra del Pacífic, Japó va llançar atacs kamikaze contra les forces aliades. Després de la Segona Guerra Mundial Japó va ser ocupat pels aliats durant set anys (1945-1952).

## Graus a l'Exèrcit imperial japonès
→ Llegiu l'article principal sobre Graus de l'Exèrcit Imperial Japonès durant la Segona Guerra Mundial.

Les taules següents mostren les insígnies de rang de l'Exèrcit Imperial Japonès abans i durant la Segona Guerra Mundial. Es lluïen a les espatlles o sobre el coll. S'usaven els mateixos rancs tant per l'Exèrcit Imperial com per la Marina Imperial, amb l'única distinció de l'ús del mot Rikugun (Exèrcit) o Kaigun (Marina) abans del ranc.
| Marina japonesa              |                                                             |                                                |                                                |                                                 |                                     |                                            |                                       |                                    |                                   |                                    |  |  |
| Insígnia de Mariscal de Camp | General                                                     | Tinent General                                 | Major General                                  | Coronel                                         | Tinent Coronel                      | Comandant                                  | Capità                                | Tinent                             | Alferes                           |                                    |  |  |
|                              | OG-10 元帥、陸軍大将 Gensui-Rikugun-Taishō Mariscal General | OF-9 陸軍大将 Rikugun-Taishō General d'Exércit | OF-8 陸軍中将 Rikugun-Chūjō General de Divisió | OF-7 陸軍少将 Rikugun-Shōshō General de Brigada | OF-5 陸軍大佐 Rikugun-Taisa Coronel | OF-4 陸軍中佐 Rikugun-Chūsa Tinent Coronel | OF-3 陸軍少佐 Rikugun-Shōsa Comandant | OF-2 陸軍大尉 Rikugun-Tai-i Capità | OF-1 陸軍中尉 Rikugun-Chūi Tinent | OF-1 陸軍少尉 Rikugun-Shōi Alferes |  |  |

| Marina japonesa           |                                           |                         |                               |                                            |                             |                                       |                            |
| Sergent de primera classe | Sergent                                   | Caporal Major           | Caporal de primera classe     | Caporal                                    | Soldat de primera           | Soldat                                |                            |
|                           | OR-7 曹長 Sōchō Sergent de primera classe | OR-6 軍曹 Gunsō Sergent | OR-5 伍長 Gochō Caporal Major | OR-4 兵長 Heichō Caporal de primera classe | OR-3 上等兵 Jōtōhei Caporal | OR-2 一等兵 Ittōhei Soldat de primera | OR-1 二等兵 Nitōhei Soldat |

## Estructura de comandament
Era controlat pel Quarter General de l'Exèrcit Imperial Japonès (参谋 本部, Sanbo Honbu) i pel Ministeri de Guerra (陆军 省, Rikugunshō), tots dos subordinats a l'Emperador del Japó per la seva condició de comandant suprem de l'Exèrcit i l'Armada. Posteriorment, la Inspecció General d'Aviació de l'Exèrcit es convertiria en la tercera agència encarregada de supervisar l'acompliment de l'exèrcit. Durant temps de guerra o d'emergència nacional, les funcions de comandament a nivell pràctic l'Emperador se centralitzaven al Quarter General Imperial, un cos ad hoc format pel cap i el sotscap de l'Estat Major de l'Exèrcit, el Ministre de la Guerra, el cap i el sotscap de l'Estat Major d'Armada, l'Inspector General d'Aviació de l'Exèrcit i l'Inspector General d'Entrenament Militar.
- Emperador del Japó
- Quarter General Imperial
- Oficina de l'Estat Major
- Ministeri de Guerra del Japó
- Oficina de l'Inspector General d'Entrenament Militar
- Oficina de l'Inspector General d'Aviació de l'Exèrcit

## Comandants famosos
- Yamagata Aritomo
- Ōyama Iwao
- Kotohito Kan'in
- Hajime Sugiyama
- Hideki Tojo
- Yasuji Okamura
- Shunroku Hata
- Tadamichi Kuribayashi
- Tomoyuki Yamashita
- Masaharu Homma